# Сванвик
Сва́нвик (норв. Svanvik) — посёлок на севере Норвегии в фюльке Финнмарк.
Расположен на границе с Мурманской областью России, на берегу пограничной реки Паз.
Находится в национальном парке Верхний Пасвик (норв. Øvre Pasvik), в 30-40 км к югу от Киркенеса, рядом расположен посёлок Никель.
В посёлке находятся Высшая народная школа Сванвика (Svanvik Folkehog Skole, в 2008 была расширена), воинская часть и магазин.
В посёлке также расположен экологический центр Сванховд.